# Старавински вис
Старавински вис је брдо са 1.035 m надморске висине, северно од села Груниште, у општини Новаци, Северна Македонија.

## Историја
За време првог светског рата било је поприште српско-бугарских бојева на солунском фронту. 29. новембра 1916. на Старавинском вису пао је Војвода Вук, командант Добровољачког одреда. На том месту данас стоји споменик.